# Mastophora satsuma
Mastophora satsuma är en spindelart som beskrevs av Levi 2003. Mastophora satsuma ingår i släktet Mastophora och familjen hjulspindlar. Inga underarter finns listade i Catalogue of Life.